# Ischnolea flavofemorata
Ischnolea flavofemorata är en skalbaggsart som beskrevs av Stefan von Breuning 1943. Ischnolea flavofemorata ingår i släktet Ischnolea och familjen långhorningar. Inga underarter finns listade i Catalogue of Life.